# صنوبرية كاملة التجهيز (سفينة)

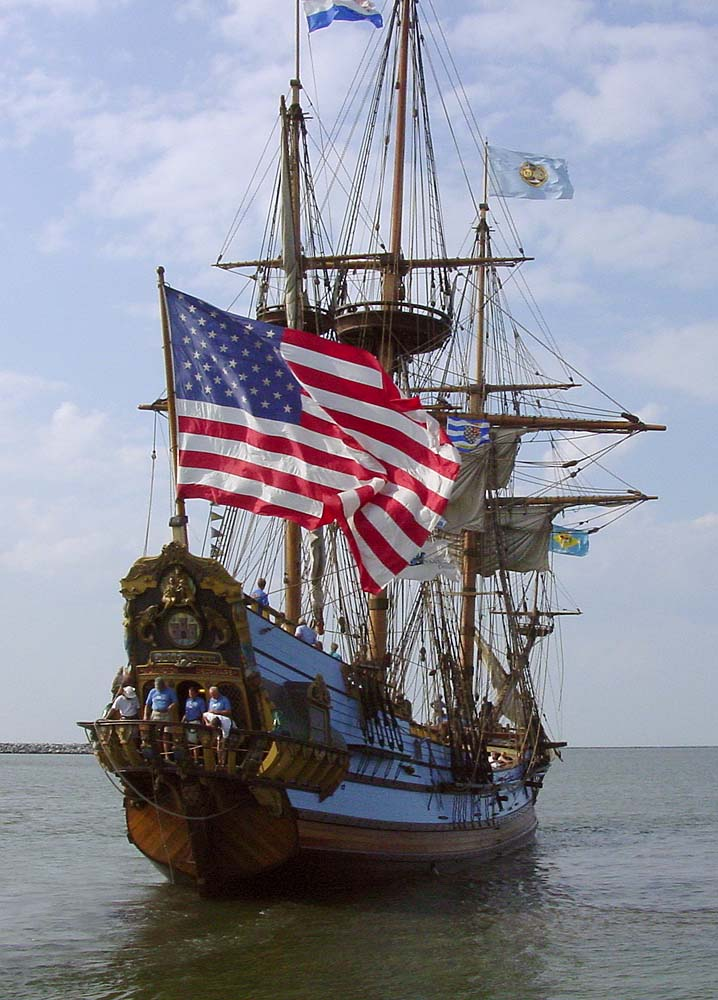
سفينة شحن نسخة طبق الأصل من كالمار نيكيل ، مثال للصنوبري كامل التجهيز

الصنوبري ذو التجهيز الكامل كان أحد أكبر نوعين من المراكب يطلق عليها اسم صنوبري تستخدم في القرن السادس عشر.

## الصنوبريات
كان الصنوبري الإنجليزي (Sunne) هي أول سفينة تم بناؤها في تشاتام دوكيارد، في عام 1586 م. كانت أوزان الصنوبريات الإنجليزية في ذلك الوقت حوالي 100 طن، وكانت تحمل من 5 إلى 16 مدفع.